# Rudarius
Rudarius is een geslacht van straalvinnige vissen uit de familie van vijlvissen (Monacanthidae).

## Soorten
- Rudarius ercodes Jordan & Fowler, 1902
- Rudarius excelsus Hutchins, 1977
- Rudarius minutus Tyler, 1970